# Fernand Khnopff

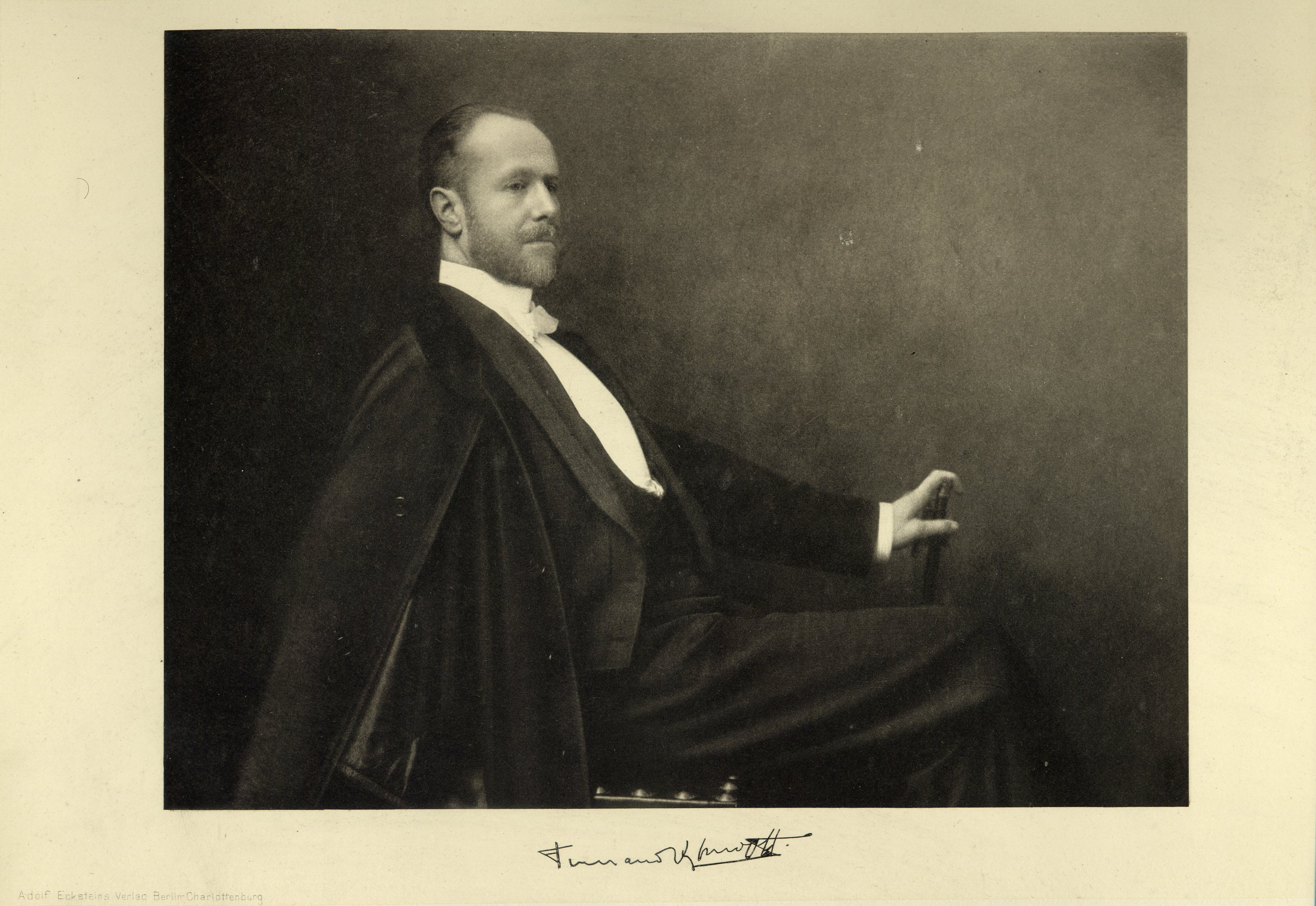
Fotoporträt von Fernand Khnopff um 1900

Fernand-Edmond-Jean-Marie Khnopff (* 12. September 1858 in Grembergen bei Dendermonde, Flandern; † 12. November 1921 in Brüssel) war ein belgischer Maler, Grafiker, Bildhauer, Fotograf und Kunstschriftsteller. Er gilt neben James Ensor als Hauptvertreter des belgischen Symbolismus.

## Leben

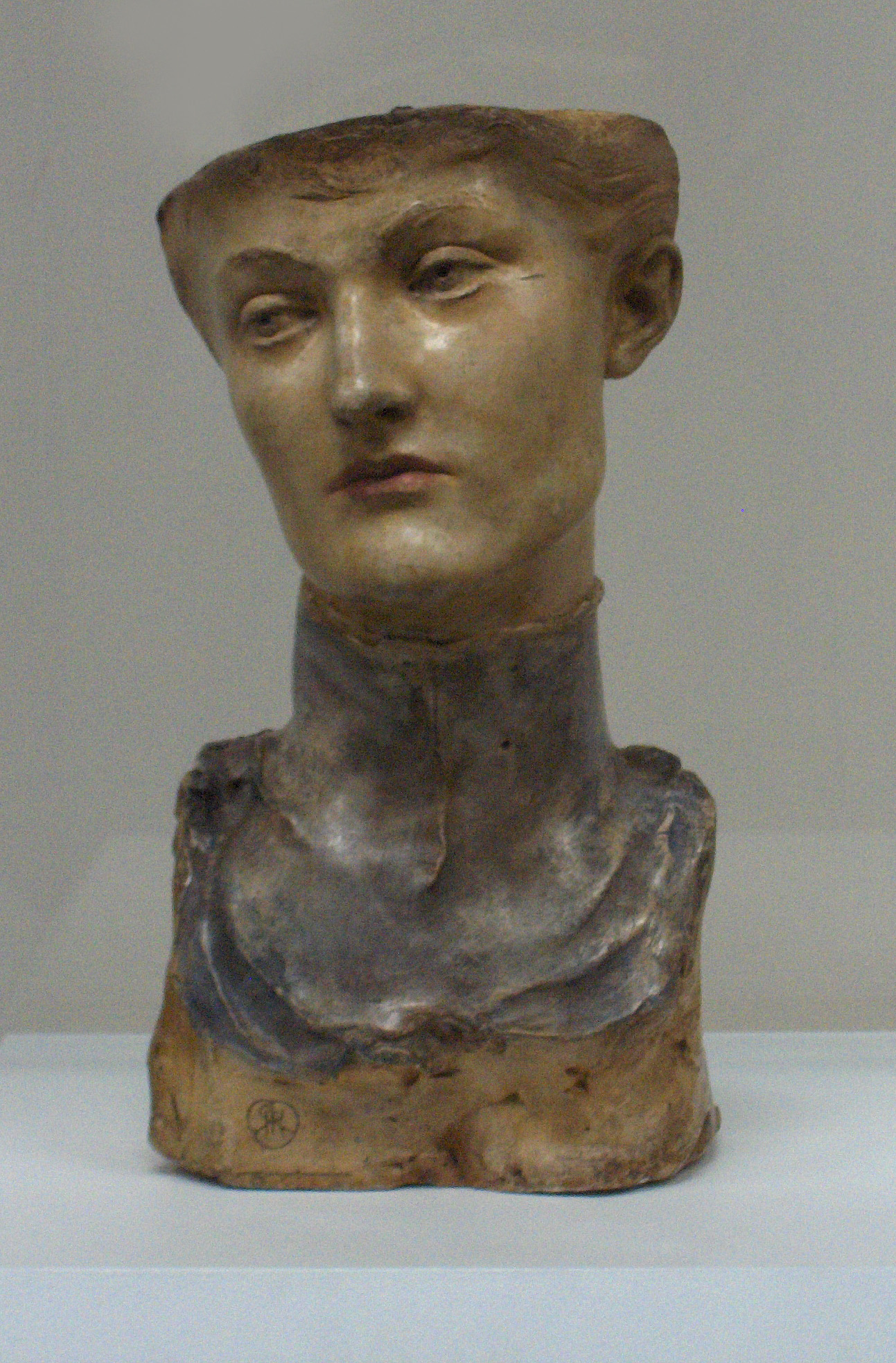
Büste einer jungen englischen Lady, 1891, Musées Royaux des Beaux-Arts, Brüssel

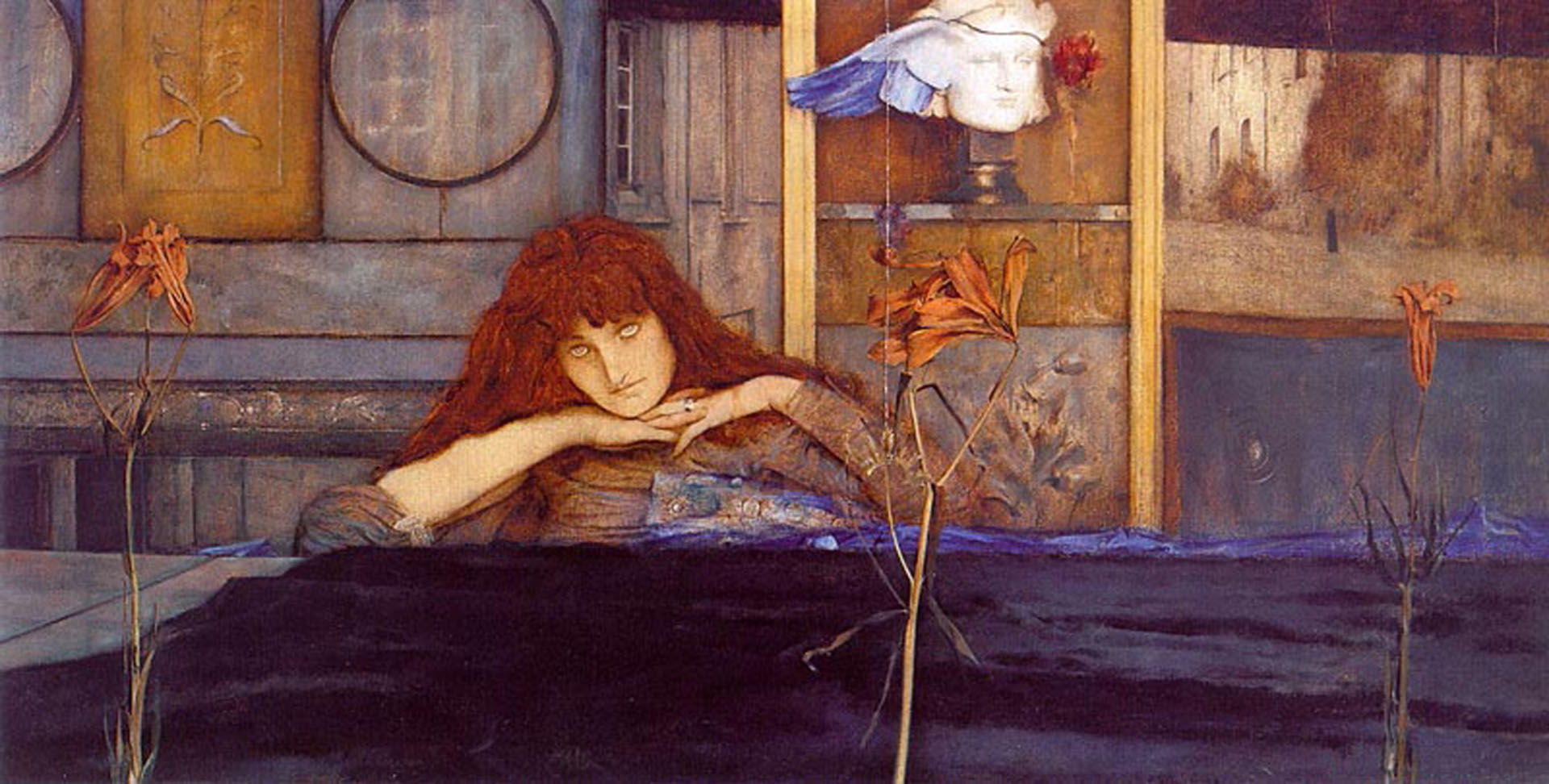
Ich schließe mich in mich selbst ein, 1891, Neue Pinakothek, München

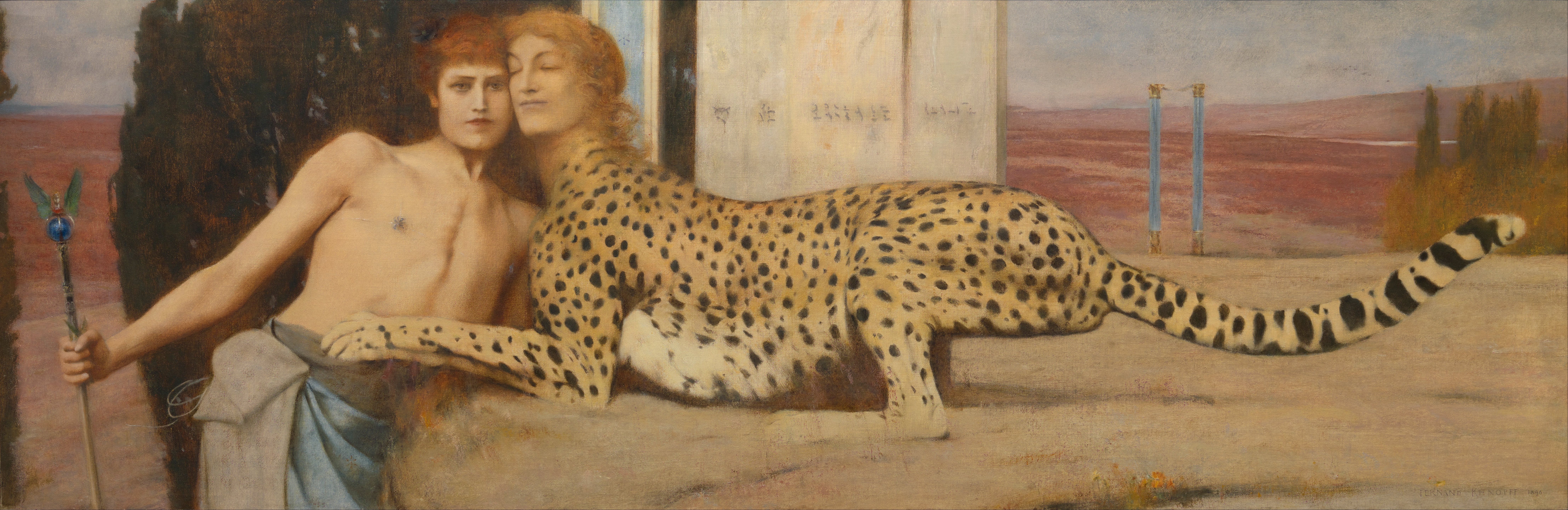
Die Kunst oder Die Liebkosungen, 1896, Musées Royaux des Beaux-Arts, Brüssel

Khnopff stammte aus einer ihrem Ursprung nach deutsch-österreichischen Familie, die um 1600 aus der Umgebung von Wien mit Albrecht VII. von Österreich in die südlichen Niederlande gekommen war. Er wuchs in Brügge auf. Nachdem seine Eltern nach Brüssel übergesiedelt waren, studierte er hier zunächst auf Drängen seines Vaters Rechtswissenschaften, wechselte aber bereits mit zwanzig Jahren an die Brüsseler Kunstakademie, wo er unter seinen Lehrern Xavier Mellery (1845–1921) und Jean-François Portaels (1818–1895) seine Malerkarriere mit naturalistischen Landschaften und Porträts begann. Auf einer Reise nach Paris 1877 wurde er von Eugène Delacroix beeinflusst und lernte in England die Präraffaeliten kennen. Er stand in Kontakt mit Maurice Maeterlinck und Émile Verhaeren, der ein Buch über ihn schrieb.
1878 begann er in Paris bei Jules-Joseph Lefebvre und Gustave Boulanger ein Studium an der Académie Julian. Auf der Pariser Weltausstellung 1878 (Exposition Universelle de Paris) hinterließen bei ihm die gezeigten Werke der englischen Präraffaeliten um Dante Gabriel Rossetti und Edward Burne-Jones mit ihren mystischen Themen einen großen Eindruck. Er wurde mit dem Maler Gustave Moreau bekannt und widmete sich in der Folge zunehmend dem Symbolismus. 1883 zählte er zusammen mit James Ensor zu den Begründern der Société des Vingt.
Khnopff stellte 1884 erstmals auf dem Pariser Salon aus und wurde nun der favorisierte Maler der bürgerlichen Gesellschaft. Zwischen 1884 und 1890 entstanden 34 Porträts, unter anderen Portrait Jeanne Kéfer (Getty) und Portrait Marie Monnom (Musée d’Orsay). Sein bevorzugtes Modell blieb aber immer seine eigene Schwester Marguerite, mit der er in einem selbst entworfenen, reich ausgestatteten Haus zusammenwohnte. „Der Hauch von Inzest, der über der ganzen Kunst des ausgehenden 19. Jahrhunderts zu schweben scheint, wird auch im Leben und Werk Khnopffs sichtbar.“

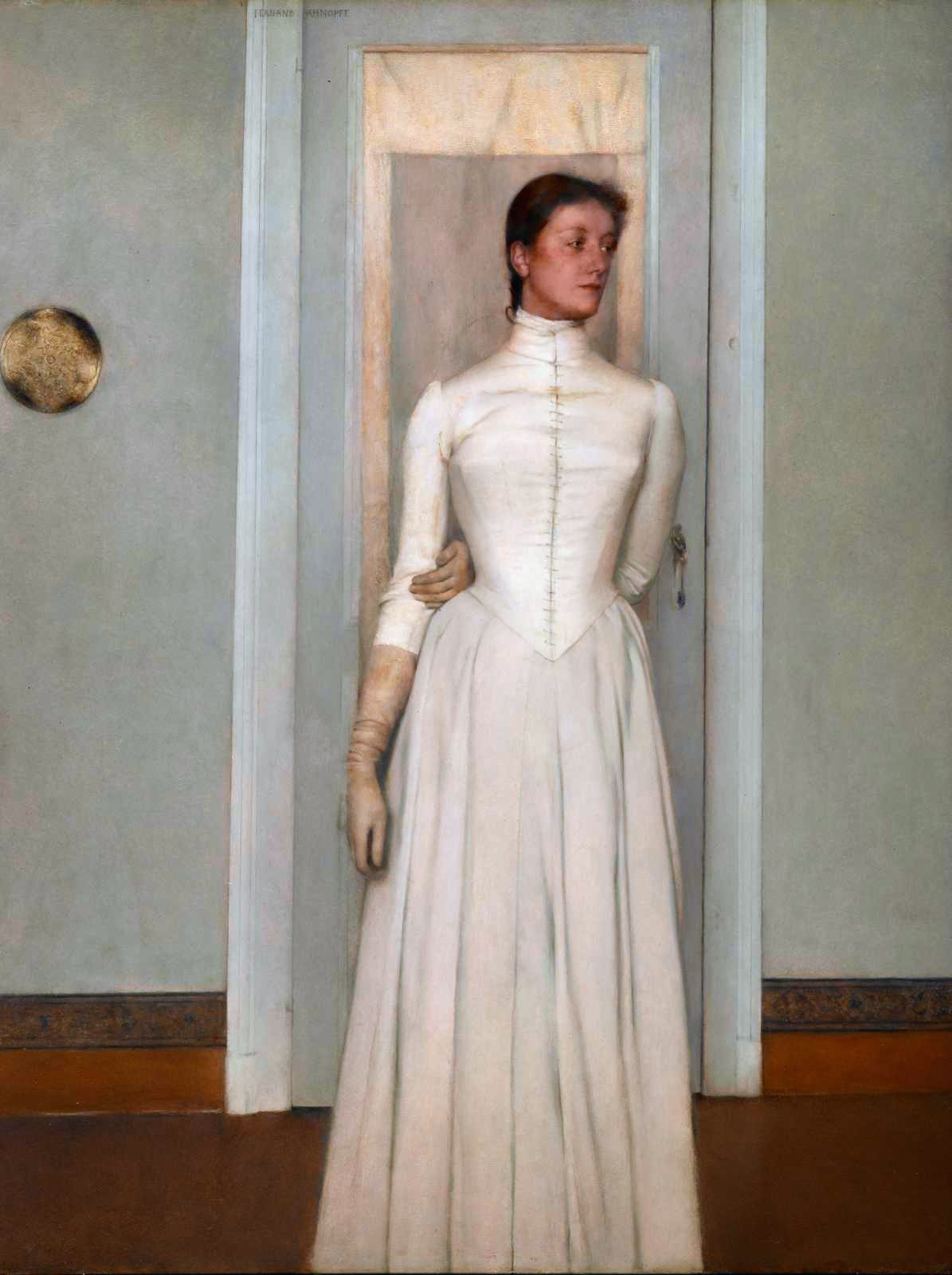
Porträt Marguerite Khnopff, 1887

Im Jahr 1889 hatte Khnopff seine ersten Kontakte nach Großbritannien, wo er dann auch wohnte und regelmäßig ausstellte. Britische Künstler wie William Holman Hunt, George Frederic Watts, Dante Gabriel Rossetti, Ford Madox Brown und Edward Burne-Jones wurden nun seine Freunde. 1892 stellte er im Pariser Salon de la Rose-Croix aus. Ab 1895 arbeitete Khnopff als Korrespondent für das Kunstmagazin The Studio. Bis zum Ausbruch des Ersten Weltkriegs im Jahr 1914 war Khnopff verantwortlich für die Rubrik „Studio-Talks-Brussels“, in der er über die künstlerischen Entwicklungen in Belgien und Kontinentaleuropa berichtete.
Im März 1898 hatte Khnopff eine Auswahl von 21 Werken auf der ersten Ausstellung der Wiener Secession. In Wien wurde sein Werk begeistert aufgenommen. Seine dort ausgestellten Werke hatten einen großen Einfluss auf das Œuvre des österreichischen Malers Gustav Klimt.
Khnopff hatte eine Leidenschaft für Theater und Oper. So entwarf er im Jahr 1903 die Bühnenbilder für Georges Rodenbachs Stück Le Mirage am Deutschen Theater Berlin, das unter der Regie von Max Reinhardt aufgeführt wurde. 1904 entwarf er für den Bankier Adolphe Stoclet dekorative Paneele für den Musiksaal des Palais Stoclet. Hier traf Khnopff wiederum auf prominente Künstler der Wiener Secession wie den Architekten des Palais Stoclet, Josef Hoffmann, und Gustav Klimt, der ein Mosaik für den Speisesaal entworfen hatte.
1907 wurde er korrespondierendes und 1913 volles Mitglied der Académie royale des Sciences, des Lettres et des Beaux-Arts de Belgique (Classe des Beaux-Arts).
Fernand Khnopff starb im Alter von 63 Jahren und wurde auf dem Friedhof von Laeken/Laken in Brüssel begraben.

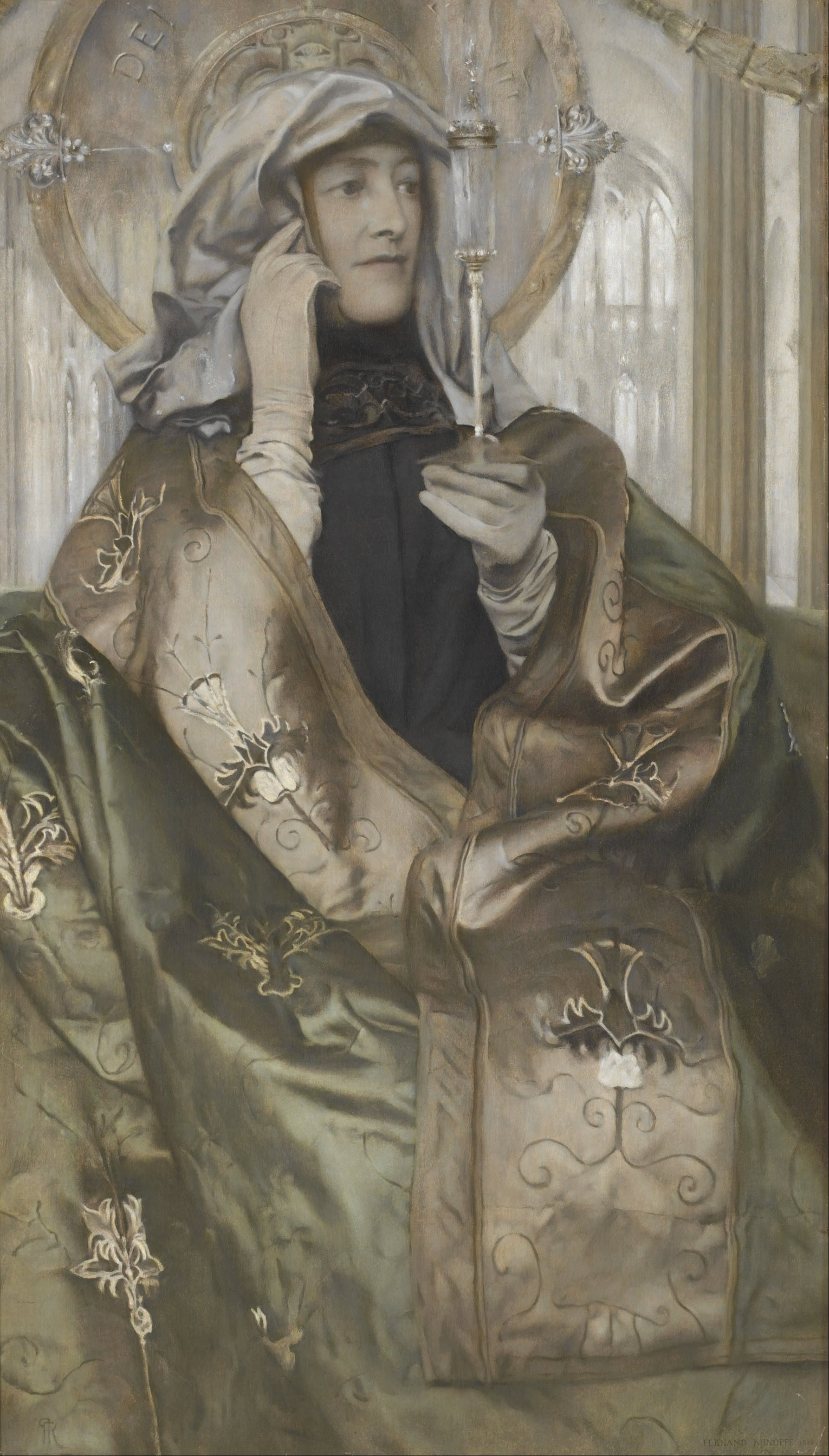
Weihrauch, um 1904

## Leistung
Seine Farbwahl bestand aus dunklen, leicht morbiden Farbtönen, mit denen er mystische Phantasien auf die Leinwand bannte. Er beeinflusste durch seinen Stil vor allem den deutschen Symbolismus, etwa in Gestalt von Franz von Stuck, sowie den Jugendstil. In den Bildern von Khnopff tauchen vor allem Frauen auf, die in der Gestalt von Chimären, Harpyien und Sphingen abgebildet sind. Hierzu gehört etwa das um 1885 entstandene Werk Schlafende Harpyie, Die Einsamkeit von 1894 sowie Die Kunst oder Die Liebkosungen (1896). Außerdem schuf er Porträts und Landschaften sowie Illustrationen zu Werken anderer Künstler seiner Zeit.

## Werke (Auswahl)

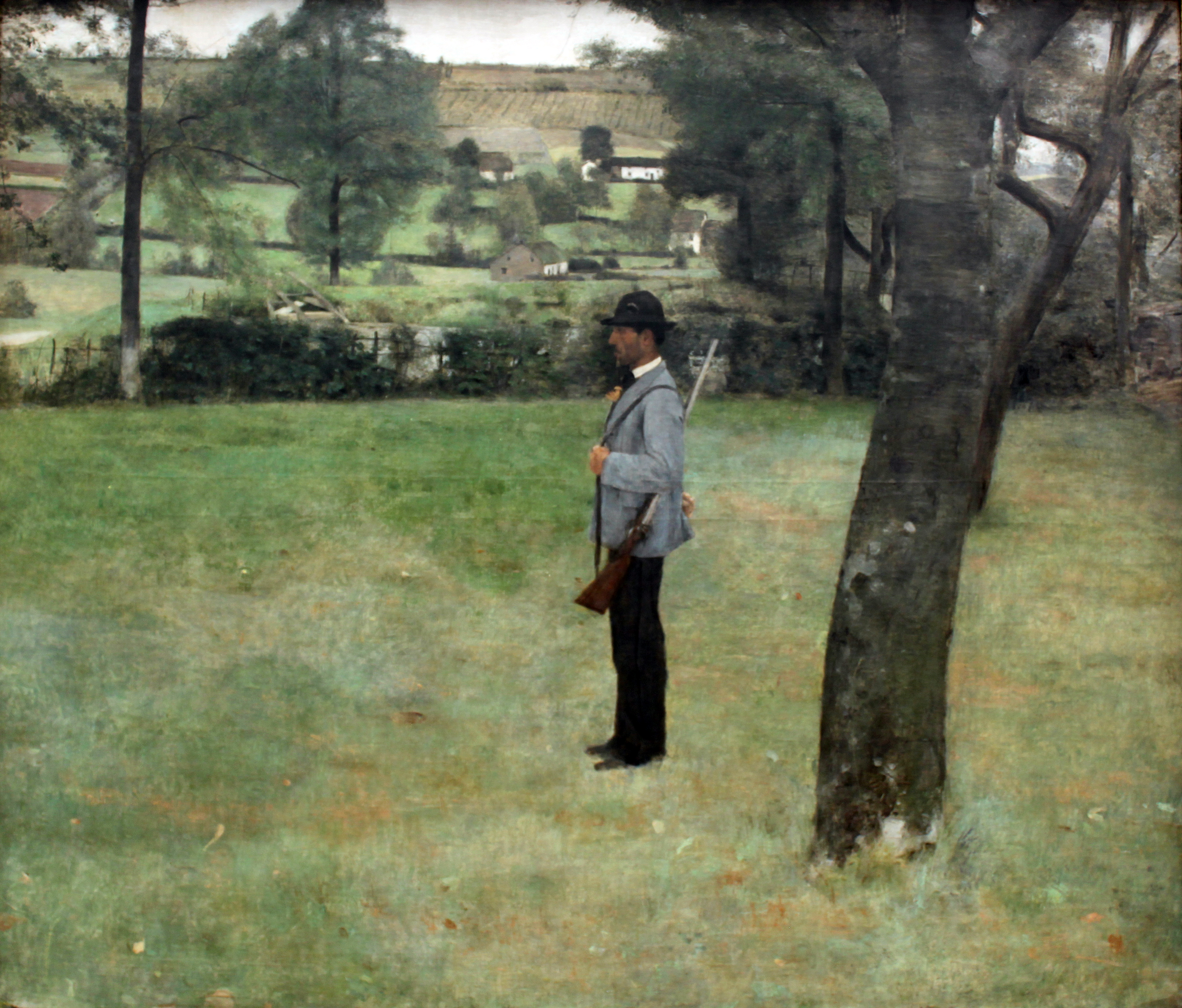
Der Jagdaufseher, 1883, Städelsches Kunstinstitut

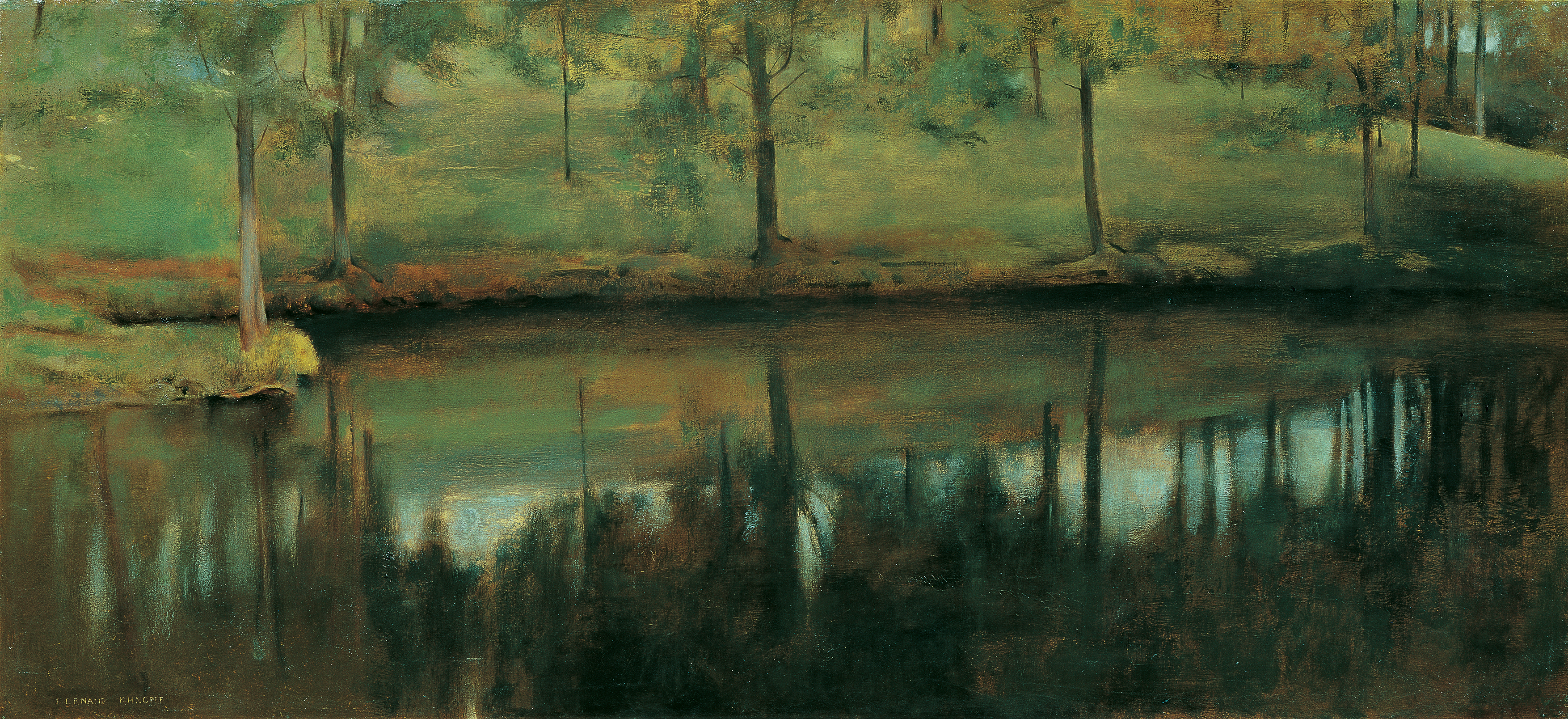
Unbewegtes Wasser, 1894, Belvedere, Wien

- 1883: Der Jagdaufseher, Städelsches Kunstinstitut
- um 1885: Schlafende Harpyie
- 1887: Marie Monnom, 49,5 × 50 cm, Paris, Musée d’Orsay
- 1891: I lock my door upon myself (Ich schließe mich in mich selbst ein), Öl auf Leinwand, 72,7 × 141 cm, München, Neue Pinakothek (Inv. Nr. 7921)
- 1894: Unbewegtes Wasser – Der Teich von Menil, Öl auf Leinwand, 53,5 × 114,5 cm, Wien, Belvedere (Inv. Nr. 7753),
- 1894: Die Einsamkeit
- 1896: Halbfigur einer Nymphe („Vivien“) Gips, 99 cm, Wien, Belvedere (Inv. Nr. 4431)
- 1896: Die Kunst oder Die Liebkosungen, Öl auf Leinwand, 50 × 150 cm, Brüssel, Musées Royaux des Beaux-Arts
- um 1904: L’Encens (Weihrauch), Öl auf Holz, Neuss, Clemens-Sels-Museum
- um 1904: A Bruge. Un Portail (Brügge. Die Kirche Notre Dame), Öl auf Leinwand, Neuss, Clemens-Sels-Museum